# Dragan Veselić
Dragan Veselić (Zadar, 1965.) je hrvatski kazališni, filmski i televizijski glumac te član ansamlba Kazališta lutaka Zadar.

## Filmografija

### Televizijske uloge
- "Nestali" kao konobar (2021.)
- "Blago nama" (2021.)
- "Drugo ime ljubavi" kao Miro Milas (2019. – 2020.)
- "Pogrešan čovjek" kao ribar (2018.)
- "Larin izbor" kao policajac Boško (2011. – 2012.)
- "Zabranjena ljubav" kao Krešo Krpan (2006.)

### Filmske uloge
- "Milijun" (kratki film) kao chef (2016.)
- "Mali div" kao trener (2013.)
- "Larin izbor: Izgubljeni princ" kao lokalni žandar (2012.)

### Ostalo
- "Međunarodni dječji festival u Šibeniku": "Čarobnjak iz Oza" kao ujak Henry i čuvar vrata (2016.)

## Vanjske poveznice
- Dnevnik.hr